# Paolo Antonio Foscarini
Paolo Antonio Foscarini (Montalto Uffugo, 1565 (?)-Montalto Uffugo, 10 de junio de 1616) fue un científico y religioso italiano. Autor, en 1615, de la Lettera sopra l'opinione de' Pittagorici, e del Copernico, della mobilità della terra e stabilità del sole (Carta sobre la opinión de los pitagóricos y de Copérnico sobre la movilidad de la tierra y la estabilidad del sol), en la que confirmaba la teoría heliocéntrica de Nicolás Copérnico, libro que fue condenado en 1616 por la Iglesia Católica.

## Biografía
Padre carmelita como su hermano Polibio, estudió en Nápoles en el convento de Carmine Maggiore donde más tarde fue profesor de teología. Fue prior del convento de Tropea, vicario provincial de la orden y, desde 1608, padre provincial de Calabria.
En 1611 publicó el libro de devociones Meditationes, preces, et exercitia quotidiana, en el que exaltaba las ciencias como instrumentos del conocimiento y del amor de Dios, y en 1613 el Institutionum omnis generis doctrinarum tomis VII. comprehensarum Syntaxis, dedicado al general de la orden Sebastiano Fantone. Es el borrador de una enciclopedia en siete tomos dedicada a las artes liberales, la física, la metafísica, la ética y la teología escolástica y mística, con especial énfasis en las matemáticas y la física. Sin embargo, Foscarini no tuvo tiempo de desarrollar la obra. El texto vernáculo Tratado sobre la adivinación cosmológica natural, publicado en Nápoles en 1615, representa sólo una parte del mismo: examina la posibilidad de predecir los acontecimientos naturales en un mundo concebido según los esquemas ptolemaicos, aunque se insinúa la teoría copernicana., sobre la que Foscarini anunciaba un tratamiento especial en un artículo de próxima aparición.

### LaCarta sobre la opinión de los pitagóricos y Copérnico
El escrito, dedicado a Fantone, apareció en Nápoles el mismo año con el título Lettera sopra l'opinione de' Pittagorici, e del Copernico, della mobilità della terra e stabilità del sole, e del nuovo Pittagorico Sistema del Mondo, con el que pretendía demostrar que la rotación y la traslación de la Tierra no contradecían las Sagradas Escrituras.
Foscarini precisó que la obra, dirigida principalmente "a los muy eruditos Signor Galileo Galilei y Signor G. Keplero", así como "a toda la ilustre y sumamente virtuosa Accademia de' Signori Lincei", pretendía "armonizar muchos pasajes de la Escritura" con la concepción copernicana e "interpretarlos (no sin fundamentos teológicos y físicos) de tal manera que no los contradigan en nada", ya que "el sistema común del mundo declarado por Ptolomeo, nunca ha dado plena satisfacción a los eruditos, aun por los mismos que le siguieron, siempre sospecharon que alguna otra era la más verdadera: porque con esta comunalidad, aunque se salvan todos los fenómenos y apariencias que resultan de los cuerpos celestes, sin embargo se salvan con innumerables dificultades, y parches de orbes (y estos de varias formas y figuras) de epiciclos, de equants, de deferentes, de excéntricos, y de otras mil imaginaciones, y quimeras, que tienen más que puras hipótesis, que realidad alguna, entre las como entre las imaginaciones está la del movimiento rápido, de la que no sé si se puede encontrar alguna menos fundada, y más discutible, y fácil de oponer y refutar, y así mismo la de varios cielos sin estrellas, que mueven a los inferiores. ».
Para ello, Foscarini discutió las oposiciones al modelo copernicano presentes en la Biblia, en los escritos de los Padres de la Iglesia y de los teólogos, contrastándolas con su propia exégesis de las escrituras. Había seis pasajes trazados por Foscarini en las Escrituras que contradecían la hipótesis heliocéntrica: la declarada estabilidad de la Tierra; la movilidad del sol; siendo cielo arriba y tierra abajo; el hecho de que el infierno fuera colocado en el centro de la Tierra y del Universo; la declarada yuxtaposición del Cielo y la Tierra; la afirmación de que, en el Día del Juicio, el sol se detendría en el este y la luna en el oeste. Pero para Foscarini, si la hipótesis «pitagórica», es decir, heliocéntrica, «es cierta, poco importa que contradiga a todos los Filósofos y Astrólogos del mundo, y que para seguirla y practicarla haya que hacer una nueva Filosofía y La astrología depende de los nuevos principios e hipótesis que esta plantea. Lo que pertenece a las Sagradas Escrituras tampoco les hará daño, porque una verdad no es contraria a otra. Si, pues, es verdadera la opinión pitagórica, sin duda Dios habrá dictado tanto las palabras de la Sagrada Escritura que reciban un sentido adecuado a esa opinión, y conciliación con ella».

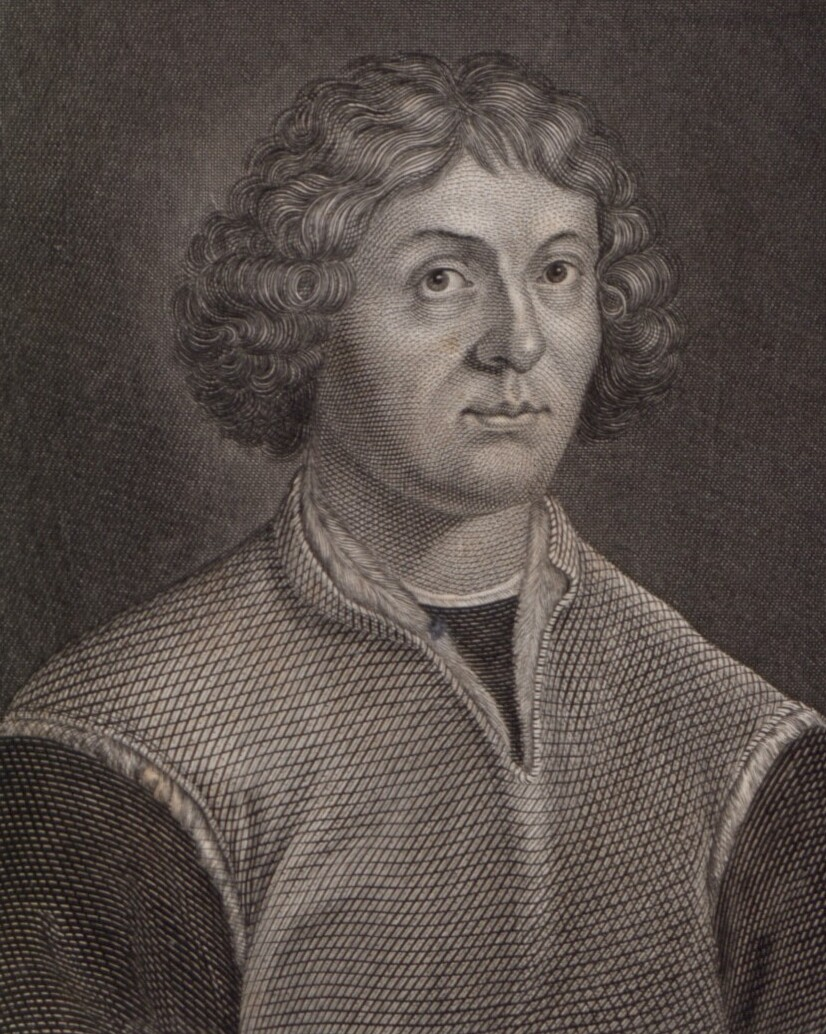
Nicolás Copérnico

Es cierta la convencida adhesión al sistema copernicano de Foscarini, que sin embargo derivaba, más que de una sólida convicción científica, de razones de mayor armonía presentes en la descripción copernicana del Universo con respecto al modelo geocéntrico tradicional: como no suficientemente experto en materia astronómica, de hecho, escribió a Galileo sobre sus dudas sobre los efectos de la rotación de la tierra, anunciándole una carta posterior al respecto. Parece que la investigación de Foscarini formaba parte de una vena presente en Nápoles que unía copernicanismo y pitagorismo, filosofía telesiana y bruniana, y cuyo mayor intérprete fue Niccolò Antonio Stelliola ( 1547-1623).
Federico Cesi, fundador de los Lincei, el 7 de marzo de 1615 comunica a su amigo Galileo la publicación del libro, del que también le envía un ejemplar, complacido porque Foscarini defendía «la opinión de Copérnico salvando todos los lugares de la Escritura»., mientras que el 21 de marzo otro amigo de Galileo, Giovanni Ciampoli, a diferencia de Cesi, mostró su preocupación porque «para entrar [...] en las Escrituras, el libro corre mucho riesgo en la primera Congregación del Santo Oficio, que estar aquí en un mes, ser suspendido». De hecho, desde hacía algunos años, Galileo se había declarado abiertamente copernicano, suscitando reacciones negativas en los círculos conservadores: el dominico florentino Tommaso Caccini lo había atacado públicamente durante un sermón pronunciado en Santa Maria Novella en diciembre de 1614, otro dominico, Nicolò Lorini, el 7 de febrero de 1615 había denunciado a Galileo ante el prefecto del Índice, el cardenal Paolo Camillo Sfondrati, y finalmente el propio Caccini había testificado en Roma contra Galileo, el 20 de marzo, ante el comisario general del Santo Oficio, el dominico Michelangelo Seghezzi .
La nueva obra que prometió Foscarini a Galileo nunca verá la luz, pero despertó esperanzas en los partidarios de Galileo de encontrar así un aliado en el ámbito eclesiástico. A este respecto, Cesi escribió a Galileo el 20 de mayo de 1615 que "una vez eliminadas las dificultades y eliminado todo ataque a la pasión, la opinión [copernicana] permanecerá permitida y tan plenamente aprobada que quien quiera conservarla podrá hacerlo libremente".

### La carta de Belarmino

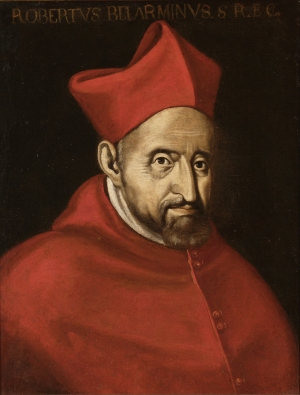
Roberto Belarmino

En realidad, ya en esa fecha, las cosas iban de otra manera, ya que Foscarini, que estaba en Roma discutiendo «rápidamente con los necesitados», y dispuesto a reimprimir su libro y «defenderlo de cualquier adversario escrupuloso», se habían recibido acusaciones de «haber expuesto las Sagradas Escrituras de manera diferente a como las interpretaron los Santos Padres» y el cardenal Belarmino había definido su opinión como «temeraria». Foscarini envió entonces a Belarmino una copia de la Carta junto con una de sus Defensio epistolae super mobilitate Terrae, en la que escribía que se había comprometido a "defender la teoría sobre la movilidad de la tierra, sobre la base de la cual no hay daño a la fe católica, como también pienso, pero si algo a la teología". Reiterando que creía en la teoría heliocéntrica «en nada discordante con la Sagrada Escritura», pidió a Belarmino que se expresara sobre la cuestión, «porque no parezco tener fe en mí más de lo que conviene, ni quiero atribuir a la cualidades de mi ingenio más que lo acertado que sea".
Belarmino respondió directamente a Foscarini el 12 de abril de 1615, pero también cuestionando a Galileo: «Primero digo que VP y el señor Galileo se contentan prudentemente con hablar ex supositione y no absolutamente, como siempre he creído que Copérnico. Porque decir, que suponiendo que la tierra se mueve y el sol está estacionario, mejor se salvan todas las apariencias que poniendo excéntricas y epiciclos, está muy bien dicho, y no hay peligro para nadie; y esto le basta al matemático: pero queriendo afirmar que el Sol realmente está en el centro del mundo y solo gira alrededor de sí mismo sin correr de este a oeste, y que la Tierra esta en el 3.er cielo y gira con gran velocidad alrededor el Sol, es una cosa muy peligrosa no solamente para irritar a los filósofos y teólogos escolásticos, sino también para dañar la santa fe haciendo falsas las Sagradas Escrituras".
Recordando que los Padres de la Iglesia y los comentaristas modernos «están todos de acuerdo en explicar ad literam que el Sol está en el cielo y gira alrededor de la Tierra con gran velocidad, y que la Tierra está muy lejos del cielo y está en el centro del mundo, inmóvil», argumentaba Belarmino que la Iglesia no podía «soportar que se diera a las Escrituras un sentido contrario a los Santos Padres y a todos los expositores griegos y latinos», y sólo si se hubiera demostrado con certeza la teoría heliocéntrica, «entonces es necesario ir con mucha consideración en explicar las Escrituras que parecen ser contrarias, y más bien decir que no las entendemos que decir que lo que se demuestra es falso. Pero no creeré que haya tal demostración hasta que me la muestren: ni es lo mismo demostrar que suponiendo que el sol está en el centro y la tierra en el cielo, se salvan las apariencias, y demostrar que en verdad el sol esté en el centro y la tierra en el cielo; porque creo que puede haber la primera prueba, pero tengo dudas muy grandes sobre la segunda, y en caso de duda no se debe dejar las Sagradas Escrituras expuestas da' [sic] Santos Padres».
A principios de mayo, Foscarini partió de Roma hacia Nápoles, con la intención de publicar una segunda edición de su Carta «con la adición de otras autoridades, para mayor claridad de su interpretación», evidentemente para responder así a la carta de Belarmino, y confiando, parece, sobre la protección del cardenal Giovanni Garzia Millini, secretario del Santo Oficio .

### La condena al Índice

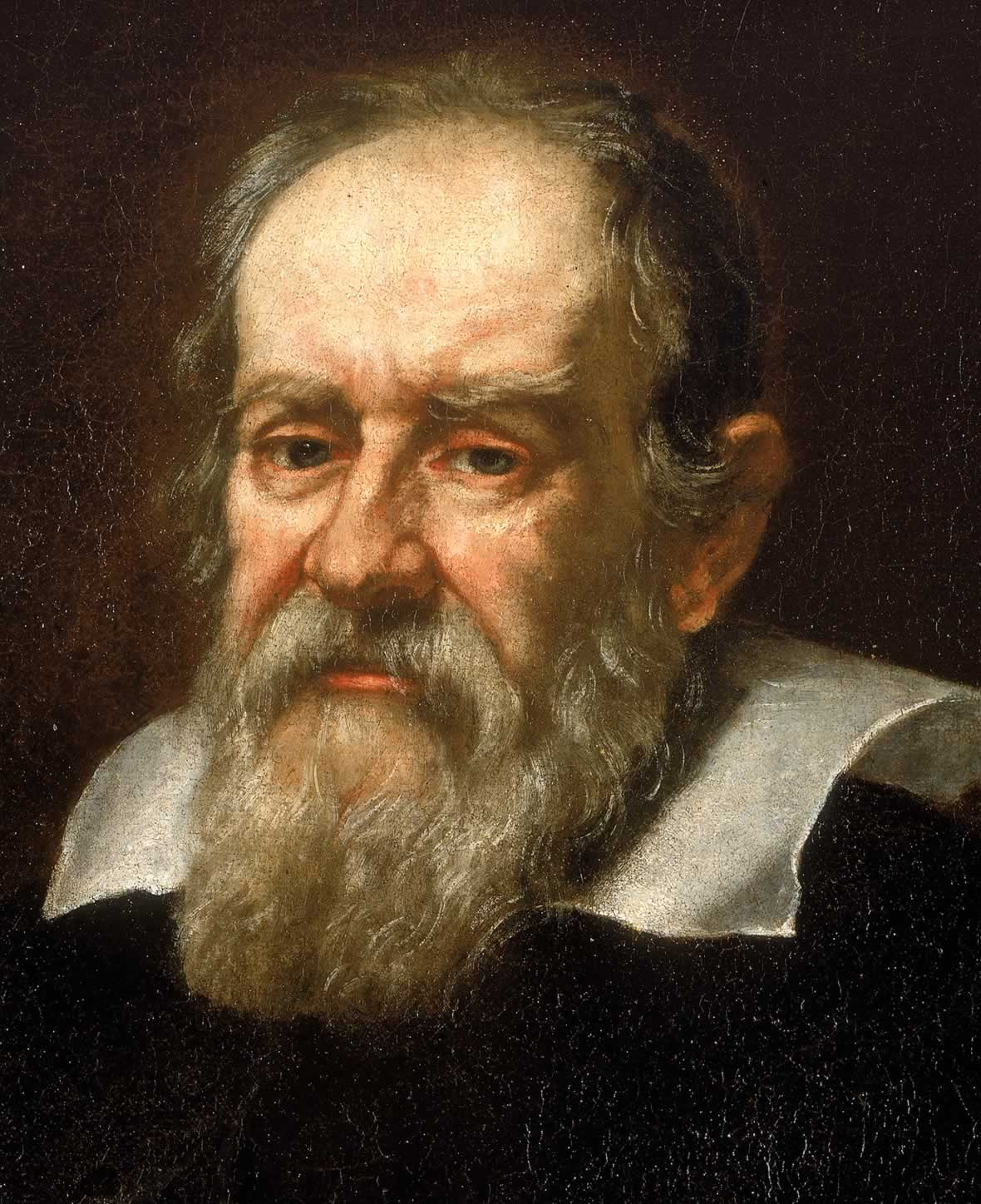
Galileo Galilei

Sin embargo, no hubo otras publicaciones editadas por Foscarini. El 5 de marzo de 1616 se anunciaba el decreto del Índice con el que se suspendía la obra de Copérnico y el Comentario de Job de Zúñiga, hasta que se hicieran correcciones, mientras que se prohibía por completo la escritura del carmelita: «Y como también ha llegado a la conocimiento de la mencionada Sagrada Congregación que ya está divulgada y es aceptada por muchos aquella falsa doctrina pitagórica, en total contradicción con la divina Escritura, acerca de la movilidad de la Tierra y la inmovilidad del Sol, que también enseña Nicolò Copernico en el De revolutionibus orbium coelestium y Didacus Astunica en el Comentario sobre Job ; como se puede ver en una Epístola escrita por un Padre Carmelita, que lleva por título Carta del R. Padre Maestro Paolo Antonio Foscarini Carmelita, sobre la opinión de los pitagóricos y de Copérnico sobre la movilidad de la Tierra y la estabilidad de el Sol, y el nuevo sistema pitagórico del mundo. En Nápoles, para Lázaro Scoriggio, 1615, en el que el citado Padre trata de demostrar que la doctrina sobre la inmovilidad del Sol en el centro del mundo y sobre la movilidad de la Tierra es consecuente con la verdad y no está en contradicción con Sagrada Escritura; por lo tanto, para que una opinión de este tipo no se insinuara más en detrimento de la verdad católica, estableció que los citados Comentarios de Nicolaus Copernicus De revolutionibus orbium y Didacus Astunica sobre Job debían suspenderse hasta que fueran corregidos; que el libro del padre carmelita Paolo Antonio Foscarini sea prohibido y condenado en todos los aspectos; y que se prohíban todos los demás libros, que igualmente enseñen el mismo concepto: con el presente decreto se prohíbe, condena y suspende todo retroactivamente. En prueba de la autenticidad de la misma, el presente decreto fue firmado y sellado de puño y letra del ilustre y reverendísimo cardenal de S. Cecilia, el obispo de Albano, el 5 de marzo de 1616».
En junio, el editor de la Carta, Lázaro Scoriggio, fue detenido en Nápoles acusado de haberla publicado sin la autorización eclesiástica prescrita. Se defendió afirmando que Foscarini le había entregado un único manuscrito que contenía tanto la Carta como el Tratado sobre la adivinación cosmológica natural con un solo imprimatur que él había considerado válido para ambas obras, aunque estas se hubieran publicado por separado, según la voluntad de Foscarini. El editor fue condenado a una multa, mientras que Foscarini murió durante el transcurso del juicio, el 10 de junio de 1616.

## Eponimia
El asteroide (8076) Foscarini fue nombrado así en su memoria.

## Obras
- Meditationes, preces, et exercitia quotidiana. Super orationem Dominicam, per Hebdomadam disposita ad vitae spiritualis perfectionem, & habituum virtutum comparationem, Cosentiae, apud Andream Riccium, 1611.
- Institutionum omnis generis doctrinarum tomis VII. comprehensarum, syntaxis. Qua methodus et ordo, in tradendis omnibus disciplinis servandus explicatur, ut demum ad perfectam solidamque sapientiam pervenire possit, Cosentiae, apud Andream Riccium, 1613.
- Trattato della divinatione naturale cosmologica overo de' pronostici e presagii naturali delle mutationi de tempi &c., In Napoli, appresso Lazaro Scoriggio, 1615.
- Lettera sopra l'opinione de' Pittagorici, e del Copernico, della mobilità della terra e stabilità del sole, e del nuovo Pittagorico Sistema del Mondo, In Napoli, per Lazaro Scoriggio, 1615.
- Lazzaro Scoriggio, ed. (1615). Sopra l'opinione dei pitagorici, e del Copernico della mobilità della terra, e stabilità del sole, e del nuovo pitagorico sistema del mondo (en italiano). Consultado el 31 de diciembre de 2022.

### Ediciones modernas
- Sopra l'opinione de' Pittagorici e del Copernico: della mobilità della terra e stabilità del sole e del nuovo Pittagorico sistema del mondo, Ristampa anastatica dell'edizione di Napoli, Lazzaro Scoriggio 1615, a cura di Luciano Romeo, Montalto Uffugo, Grafiche Aloise, 1992.
- Trattato della divinatione naturale cosmologica ovvero de' pronostici e presagi naturali delle mutazioni de Tempi, Ristampa anastatica dell'opera pubblicata a Napoli nel 1615 dall'Accademia Montaltina degli Inculti, a cura di Luciano Romeo e F. Walter Lupi, Cosenza, Editoriale progetto 2000, 2001.